# Горячев Єлисей Іванович
Єлисей Іванович Горячев (нар. 1892, хутір Піскуватка станиці Голубінської Області Війська Донського, тепер Калачевського району Волгоградської області, Російська Федерація — 12 грудня 1938, Хмельницький) — радянський військовий діяч, заступник командувача військ Київського військового округу із кавалерії, комкор. Кандидат у члени ЦК КП(б)У в червні — грудні 1938 р. Член ЦВК Білоруської РСР. Депутат Верховної Ради СРСР 1-го скликання.

## Біографія
Народився у липні 1892 року у родині донського козака. У 1908 році закінчив церковноприходську початкову школу.
Пройшовши допризовну підготовку, у 1912 році призваний на дійсну військову службу в 6-й Донський козачий полк. У 1913 році закінчив навчальну команду і отримав чин молодшого урядника. Учасник Першої світової війни. Разом із 6-м Донським козачим полком брав участь у бойових діях на Західному і Південному фронтах. За бойові заслуги нагороджений чотирма георгіївськими хрестами та отримав чин старшого урядника, а потім підхорунжого.
Після Лютневої революції 1917 року обраний головою полкового комітету і членом корпусного комітету. Проводив роботу по більшовизації 6-го Донського козачого полку. За відмову виступити з полком проти загонів Червоної гвардії Донським урядом заочно засуджений до страти через повішання. Після розформування полку приїхав на батьківщину, де у квітні 1918 року організував партизанський загін, на чолі якого воював проти білогвардійців. Після входження загону до складу 4-ї кавалерійської дивізії обіймав посаду начальника штабу бригади. Потім був командиром сотні в 5-му Донському полку РСЧА, військовим комісаром Морозовського округу, начальником розвідки 3-ї кавалерійської бригади 4-ї кавалерійської дивізії.
Член РКП(б) з листопада 1919 року.
У січні 1920 року закінчив інструкторські кавалерійські курси в Москві і був призначений для доручень при Польовому штабі 1-ї Кінної армії. З березня 1920 року — помічник командира, а з травня 1920 року — командир 1-го Особливого кавалерійського полку. На завершальному етапі війни з Польщею командував Особливою кавалерійською бригадою 1-ї Кінної армії.
Після Громадянської війни на відповідальних командних постах. У 1921—1924 роках — командир бригади 4-ї Петроградської кавалерійської дивізії. У 1922 році закінчив Вищі академічні курси при Військовій академії РСЧА. З червня 1924 року — командир Особливої кавалерійської бригади. З червня 1928 року — командир і військовий комісар 3-ї Бесарабської кавалерійської дивізії імені Котовського. У травні 1930 року зарахований слухачем основного факультету Військової академії імені Фрунзе, проте через декілька місяців наказом наркома оборони переведений до складу Особливої групи тієї ж академії. Після закінчення академії з 1932 року — командир і військовий комісар 7-ї Самарської кавалерійської дивізії Білоруського військового округу.
З червня 1935 року — командир і військовий комісар 6-го кавалерійського корпусу Білоруського військового округу.
З січня 1938 року — заступник командувача військ Київського військового округу із кавалерії. З липня 1938 року — командувач Кавалерійської армійської групи Київського військового округу.
12 грудня 1938 року покінчив життя самогубством. Похований на військовому кладовищі у місті Проскурові (Хмельницькому).

## Звання
- комдив (20.11.1935)
- комкор (4.02.1938)

## Нагороди
- Георгіївський хрест 1-го ступеня
- Георгіївський хрест 2-го ступеня
- Георгіївський хрест 3-го ступеня
- Георгіївський хрест 4-го ступеня
- три ордени Червоного Прапора (1922, 1922, 1930)